# Zbór braci polskich w Koloszwarze
Zbór braci polskich w Koloszwarze – istniejący w latach 1660–1784 zbór braci polskich w Koloszwarze, w ówczesnym Siedmiogrodzie. Jego biblioteka i materiały przywiezione z Polski po wygnaniu braci Polskich w 1660 roku stanowią jedne z największych zbiorów dokumentów dotyczących braci polskich na świecie .

## Historia
Zbór został założony w 1660 roku przez grupkę ok. 200 ariańskich uchodźców, wśród których sporą część stanowili byli wierni parafii w Kisielinie. Ich liczbę w 1661 przetrzebiła zaraza, która zabiła pierwszego pastora i ich grupka miała się skurczyć do zaledwie około 20 dorosłych. Potem do miasta ściągnęli jednak inni wygnańcy i dzięki zbiórkom węgierskich unitarian i holenderskich remonstrantów liczba parafian wzrosła i życie kościelne się ustabilizowało.
W 1680 roku parafia zakupiła obszerną kamienicę, gdzie znajdowało się mieszkanie dla pastora oraz obszerna izba do odprawiania nabożeństw. Parafia podlegała zarówno synodom braci polskich w Prusach jak i węgierskiemu superintendentowi unitariańskiemu, którzy ją wielokrotnie wizytowali. W Koloszwarze na lokalnych synodach gromadzili się delegaci polskich zborów w Adamoszu (istniał do 1733) i Bethlen (istniał do 1747). W l. 1713-1782 odbyło się ich ogólnie 66.
Z lat 1722–1772 zachowała się księga dyscypliny zborowej, jedyna taka księga zborów braci polskich. W 1956 na łamach rocznika „Reformacja w Polsce” wydał ją Henryk Barycz.
Upływ lat, małżeństwa mieszane i dobre stosunki ze lokalnymi Węgrami powodowały asymilację i powolne kurczenie się zboru. Kilku młodych wywodzących się z polskiego zboru zostało ważnymi i wpływowymi pastorami unitariańskimi w siedmiogrodzkim kościele.
Podczas synodu w 15 lutego 1782 roku zbór oficjalnie rozwiązano. Formalnie zaakceptował unitariański konsystorz 26 września 1784 roku, a wiernych przyłączono do węgierskiej parafii w mieście. Wtedy do przekazano bibliotekę zborową do kościelnego archiwum. Wdowa po ostatnim pastorze zmarła w 1826 roku.

## Pastorzy
- 1660-1661 Paweł Siedlicki (zm. 25 czerwca 1661)
- 1661-ok.1665 Jan Demianowicz
- 1665-1672 wakat
- 1672- 1691 Andrzej Łachowski (1627-1691), ostatni pastor w Lusławicach
- 1691-1694 wakat
- 1694 – ok. 1700 Jerzy Gejżanowski (zm. ok. 1700)
- 1702 – 1706 Krzysztof Zagróski, wyjechał do Prus
- 1708-1710 Jan Gejżanowski (zm. 1710)
- 1710-1735  Andrzej Wiszowaty Młodszy (w l.1712-1722 przebywał za granicą)
- 1735-1738 wakat
- 1738-1764 Jan Bogusławski (zm. 21 stycznia 1764), w l. 1742-1744 przebywał za granicą)
- 1763-1784 Izaak Sachnowicz (zm. 1792)